# West Hampstead (métro de Londres)
West Hampstead  est une station du métro de Londres sur la Jubilee line.

## À proximité
- West Hampstead